# Besleria yaracuyensis
Besleria yaracuyensis är en tvåhjärtbladig växtart som beskrevs av Frederico Carlos Hoehne. Besleria yaracuyensis ingår i släktet Besleria och familjen Gesneriaceae. Inga underarter finns listade i Catalogue of Life.